# Joseph McGrath
Pour les articles homonymes, voir McGrath.
Joseph McGrath, ou Joe McGrath, est un réalisateur, scénariste et producteur britannique, ayant travaillé pour le cinéma et la télévision, né le 28 mars 1928  à Glasgow (Écosse).

## Biographie
Après son service militaire, il joue une saison au Cragburn Pavilion (en) à Gourock (Écosse) puis obtient une bourse pour entrer à la Glasgow School of Art où il étudie les arts graphiques. Plus tard il entre à Associated Television (en) où il travaille sur un programme de caméra cachée inspiré du format américain Candid Camera (en).
« so I did Candid Camera for over a year and I must say during that year I learnt more about film than I would ever have learnt at any school
Alors je fis Candid Camera pendant plus d'un an et je dois dire que j'ai appris plus à propos des films que ce que j'aurais pu apprendre dans une école »

## Filmographie (sélection)

### Cinéma
sauf information complémentaire, réalisation
- 1967 : 30 Is a Dangerous Age, Cynthia (en) (+ scénario)
- 1967 : Casino Royale
- 1968 : Un amant dans le grenier (The Bliss of Mrs. Blossom)
- 1969 : Un Beatle au paradis (The Magic Christian) (+ scénario)
- 1973 : Digby, le plus grand chien du monde (Digby, The Biggest Dog in the World)
- 1975 : The Great McGonagall (+ scénario)
- 1975 : Rising Damp (en)
- 1976 : Je sens que ça va venir ce soir (en) (I'm Not Feeling Myself Tonight)